# Asado

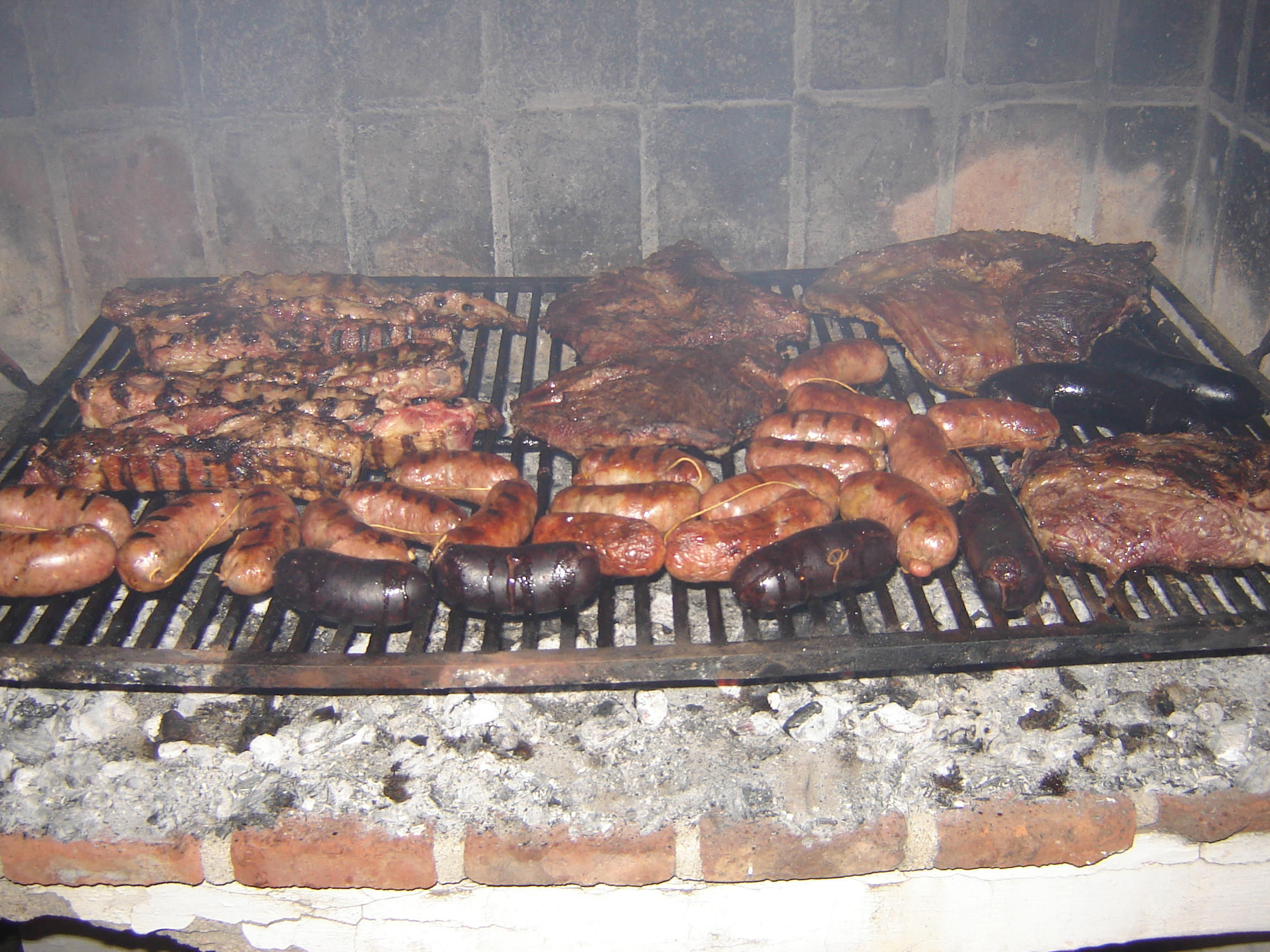
Argentinisches Asado mit Fleisch und Würstchen

Ein Asado (span. ,Gegrilltes‘), auch Parrillada  genannt, ist eine Grillmahlzeit oder auch eine gegrillte Speise.
In den regionalen Küchen des südlichen Südamerika, insbesondere in der argentinischen und uruguayischen, aber auch der paraguayischen, chilenischen und bolivianischen wird ein Asado als Festmahlzeit praktiziert. Im übrigen spanischen Sprachraum wird der Begriff dagegen für jede gegrillte Speise verwendet.

## Asado als Festmahlzeit

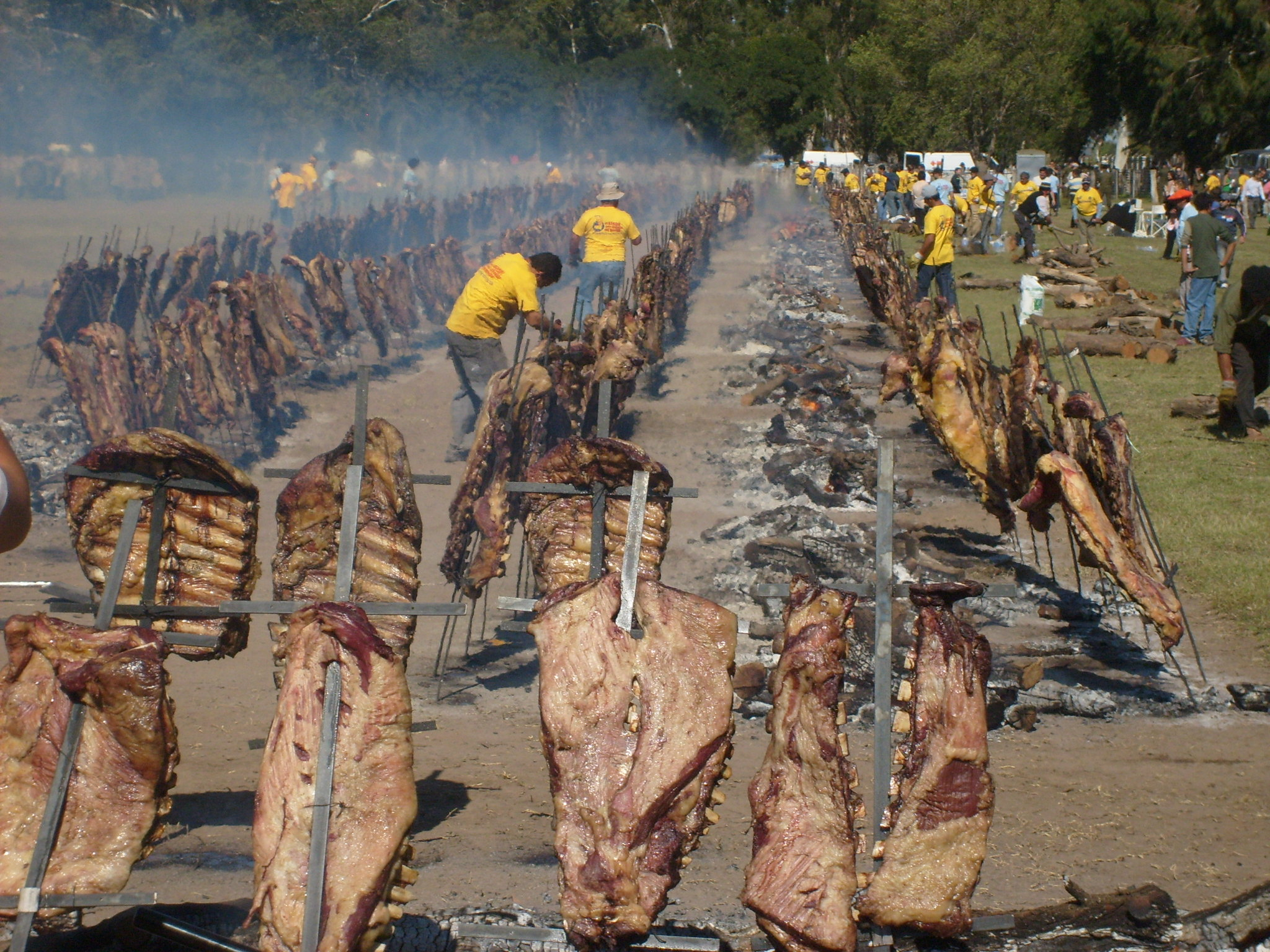
Asadofest

Asado bezeichnet im südlichen Südamerika eine Festmahlzeit, in der verschiedene Fleischsorten und Innereien, meist vom Rind, in einigen Regionen auch von Schaf, Ziege, Schwein, Lama und Geflügel auf einem Holzkohle- oder Holzgrill horizontal gegart werden. Eine besonders traditionelle Form ist das Asado con cuero (,Gegrilltes mit Haut‘). Dabei werden große Fleischstücke, an denen die Haut des Tieres noch vorhanden ist, vertikal bzw. leicht geneigt auf Spießen um ein Feuer platziert und über Flamme und Glut gegart.
Asados haben als festliche, aber nicht allzu formelle Mahlzeiten einen hohen sozialen Stellenwert. Traditionell wird es am Wochenende entweder in der Familie oder im Freundeskreis gemeinsam zubereitet. Dabei herrscht meist eine klassisch-konservative Rollenteilung vor: Während die Männer das Fleisch schneiden und grillen, bereiten die Frauen Salate zu.

### Zutaten

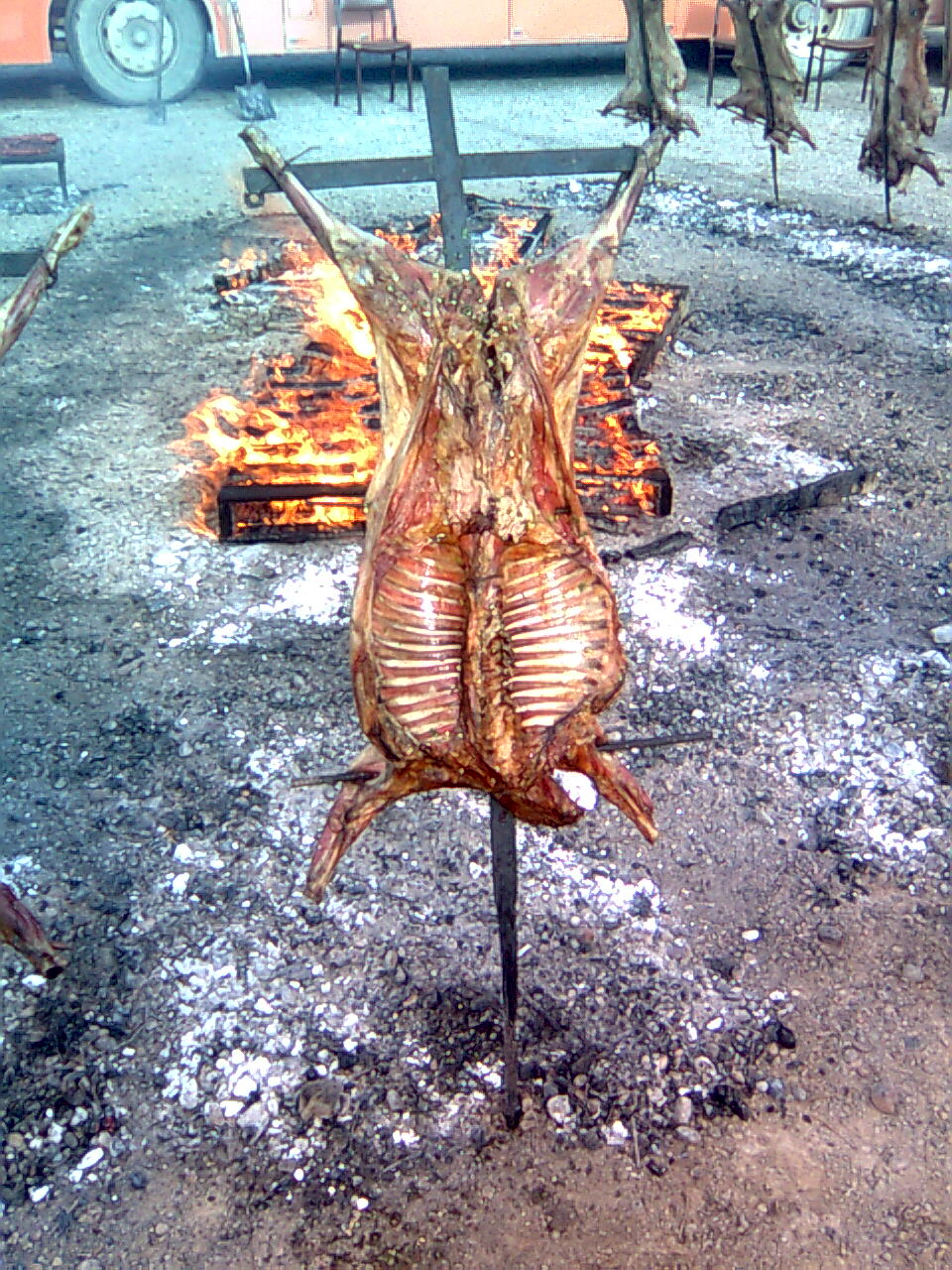
Asado con cuero

Am Beispiel eines typischen argentinischen Asados eine Auswahl der Zutaten:
- Diverse Fleischzuschnitte, z. B. Costilla und Falda (zwei verschiedene Arten von Rippchen)
- Innereien: Chinchulines (Dünndarm), Tripa Gorda (Dickdarmhaut), Mollejas (Kalbsbries), Riñón (Niere)
- Diverse Wurstarten: Chorizo criollo und Chorizo parillero (stark gewürzte Würstchen von Schwein und Rind), Morcilla (Blutwurst)
- Provoleta: in Scheiben geschnittener Provolone (Hartkäse)

Begleitet wird das Asado meist von Salaten und alkoholischen Getränken, insbesondere Rotwein und Bier.